# Amfetamin
Amfetamin patří spolu s příbuzným metamfetaminem mezi stimulační látky (stimulanty) zvyšující hladinu neuromediátorů noradrenalinu (norepinefrinu), serotoninu, a dopaminu v mozku. Využívá se v léčbě poruchy pozornosti s hyperaktivitou (ADHD) (efektivnější zejména u dospělých než dětí), dále při léčbě úrazů mozku, narkolepsie a chronického únavového syndromu. Původně se používal i jako anorektikum k potlačení hladu a snížení tělesné hmotnosti.
Často je využíván jako rekreační droga, například pod názvem Speed. Jeho triviální název je odvozen od jednoho z možných chemických názvů: alfa-methylfenethylamin. Výraz amfetamin zároveň označuje třídu sloučenin odvozených od této základní chemické struktury.

## Historie
Amfetamin byl poprvé připraven v roce 1887 rumunským chemikem Lazărem Edeleanuem v Německu. Tato látka neměla žádné terapeutické využití až do roku 1929, kdy ji britský farmakolog Gordon Alles připravil znovu jako náhražku efedrinu. V roce 1933 začala firma Smith, Kline and French amfetamin prodávat pod názvem Benzedrine jako dekongestant. Během druhé světové války byl amfetamin často podáván vojákům pro potlačení únavy. Zmínky o zneužívání amfetaminu se začaly objevovat po druhé světové válce, například v Japonsku se po jejich kapitulaci nacházeli obrovské zásoby amfetaminu, což vedlo k epidemii toxikomanií. Situace se zklidnila až po zavedení krutých trestů. Zprávy o zneužívání se však objevovaly všude po světě, kvůli kterým Americký úřad pro potraviny a léčiva FDA v roce 1965 omezil jeho předepisování pouze k léčbě vybraných poruch funkce centrální nervové soustavy. Nejen v USA se nicméně tato látka hojně zneužívá dodnes a syntetizuje se v četných ilegálních laboratořích po celém světě. Její příprava je ostatně poměrně jednoduchá. Farmaceutické společnosti ji nabízely nebo nabízejí např. pod obchodními názvy Psychoton, Aktedron, Astedrin, Benzedrin, Elastenon, Dexedrin, Ephodyn, Isoamin, Isomyn, Mecodrin, Ortedrine, Phenamin či Sympamin.

## Účinky

### Tělesné účinky
Amfetamin vyvolává nebo může vyvolat snížení chuti k jídlu, změněné smyslové vnímání, hyperaktivitu, mydriázu, zrudnutí pokožky, neklid, sucho v ústech, bolest hlavy, tachykardii, zvýšení dechové frekvence, bronchodilataci, hypertenzi, zvýšenou teplotu, pocení, průjem, zácpu, rozostřené vidění, dilataci zorniček, závratě, nekontrolovatelné pohyby, nespavost, znecitlivění, bušení srdce, arytmii, vazokonstrikci,  může člověka nutit močit neobvykle často, zvyšovat staminu a také může způsobovat nauseu. Po užití vysokých dávek může amfetamin vyvolat křeče. Mezi jeho hlavní účinky patří zúžení cév, které vede např. ke zhoršení erekce nebo k erektilní dysfunkci.

### Psychické účinky
Amfetamin může v neobvyklých případech vyvolat úzkost nebo nervozitu (zvýšením hladiny noradrenalinu), euforii, pocit tvořivého myšlení, pocit zvýšené energie a blaženosti, pocit zvýšené pozornosti, zvětšení vlastního ega, zlepšení soustředění a schopnosti analýzy, změny ve vnímání času, snižuje emotivitu, hovornost, agresivitu i podrážděnost, pomáhá třídit myšlenky a zrychluje myšlenkové procesy tvoří psychickou dependenci a s tím spojené kompulzivní přidávání látky. Také může vyvolávat paranoiu a někdy i ve velmi ojedinělých případech amfetaminovou psychózu, zvlášť při chronickém zneužívání a po vysokých dávkách. Účinky jsou podobné jako u ostatních stimulantů na bázi amfetaminu a u kokainu. Ve srovnání s metamfetaminem (pervitinem) trvají tělesné i psychické účinky amfetaminu podstatně kratší dobu (4 až 8 hodin, záleží však na způsobu užití, tento časový údaj je relevantní pro orální užití).

### Abstinenční příznaky
Abstinence po chronickém zneužívání amfetaminu může způsobit úzkost, depresi, neklid, únavu, nadměrnou spavost, zvýšenou chuť k jídlu, psychózu a myšlenky na sebevraždu.

## Předávkování
Amfetamin může ve vysokých dávkách vyvolat řadu nežádoucích účinků včetně psychózy, bolesti na hrudi a hypertenze.

## Závislost a návyk
Látková tolerance se při zneužívání amfetaminu vyvíjí rychle, takže uživatel musí k dosažení stejného účinku zvyšovat dávky. Amfetamin nevyvolává tělesnou (somatickou) závislost, ale abstinenční syndrom je i tak pro uživatele velmi nepříjemný.  Mnozí uživatelé se snaží abstinenční příznaky oddálit pomocí další dávky, čímž se dostávají do velmi nebezpečného cyklu, kdy až několik dní nespí a poté pro uklidnění užívají např. alkohol, benzodiazepiny, barbituráty nebo i opiáty. Chroničtí uživatelé někdy amfetamin aplikují injekčně. Pak je navíc ohrožují infekční a cévní onemocnění i snazší předávkování.

## Farmakologie

### Chemické vlastnosti
Amfetamin je chirální sloučenina. Racemická směs, která vzniká při většině jeho syntéz, může být rozdělena na dva optické isomery: levo- a dextro-amfetamin (l-amfetamin a d-amfetamin). Od struktury amfetaminu se odvozují struktury dalších významných psychoaktivních látek, například empatogenů MDA a MDMA (známého jako extáze) nebo efedrinu. Amfetamin se obvykle užívá ve formě soli, většinou jako síran.

### Farmakodynamika
Oba optické isomery amfetaminu se vážou na membránové přenašeče pro monoaminové neuromediátory, čímž zvyšují mimobuněčnou koncentraci biogenních aminů noradrenalinu, serotoninu a dopaminu. Podle některých hypotéz ovlivňuje d-amfetamin hlavně dopaminoergní systém, zatímco l-amfetamin ovlivňuje spíše noradrenergní systém.